# Crusea andersoniorum
Crusea andersoniorum là một loài thực vật có hoa trong họ Thiến thảo. Loài này được Lorence mô tả khoa học đầu tiên năm 1997.